# Mandelieu-la-Napoule
Mandelieu-La Napoule redirige ici.
Mandelieu-la-Napoule (souvent orthographiée localement Mandelieu-La Napoule) est une commune française, située dans le département des Alpes-Maritimes en région Provence-Alpes-Côte d'Azur. Le nom de la commune est issu de la fusion entre les communes de Mandelieu et La Napoule, en 1836.
Ses habitants sont appelés les Mandolociens et Napoulois.

## Géographie

### Localisation
Mandelieu-la-Napoule est située dans la région Provence-Alpes-Côte d'Azur en limite sud-ouest du département des Alpes-Maritimes, en bordure de la baie de Cannes,

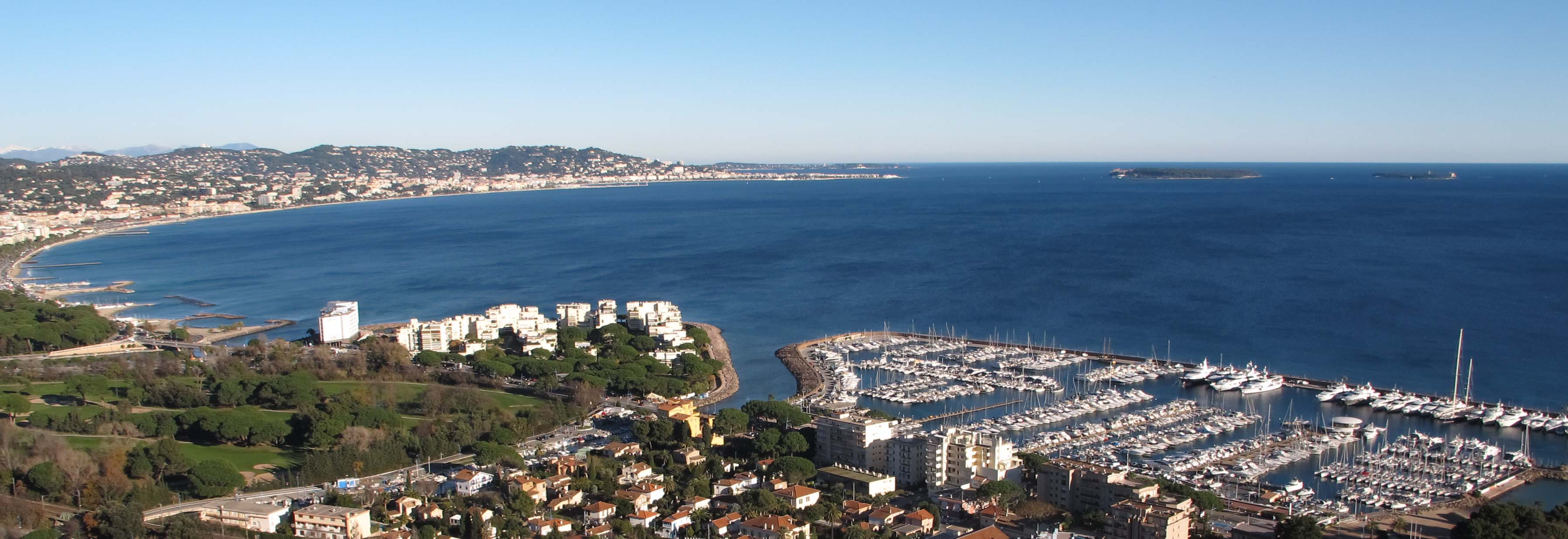
Vue du port de Mandelieu-la-Napoule et de l'embouchure de la Siagne depuis le sommet du cône volcanique du San Peyre, avec le golfe de La Napoule, Cannes et les îles de Lérins à l'horizon.

### Communes limitrophes
Les communes limitrophes sont  Cannes, Fréjus, La Roquette-sur-Siagne, Pégomas, Saint-Raphaël, Tanneron et Théoule-sur-Mer.
| Tanneron      | Pégomas              | La Roquette-sur-Siagne |
| Fréjus        | Mandelieu-la-Napoule | Cannes                 |
| Saint-Raphaël | Théoule-sur-Mer      | Mer Méditerranée       |

### Géologie et relief

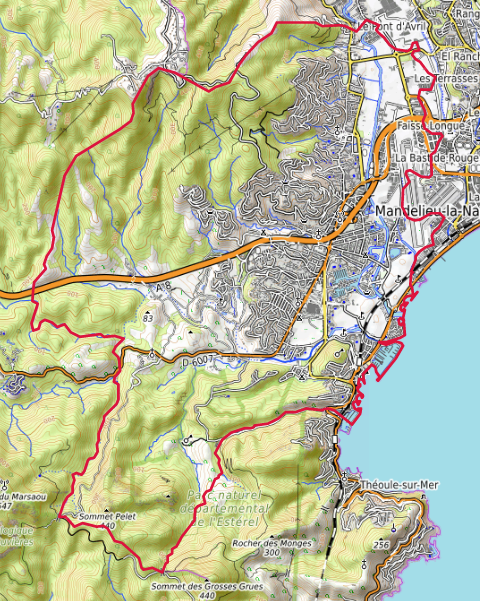
Carte topographique de la commune.

La superficie de son territoire est de 3 137 hectares ; l'altitude varie entre 0 et 486 mètres. La commune est entourée à l'ouest par les massifs de l'Esterel et du Tanneron. Le cône volcanique du San Peyre culmine à 131 mètres au sud de l'embouchure de la Siagne dont la plaine alluviale traverse l'est de la ville du nord au sud.

### Hydrographie
Le territoire est traversé par :
- la Siagne, se jetant dans le golfe de La Napoule. La partie basse de ce fleuve a été aménagée pour la navigation et les rives artificialisées en 1977 pour protéger des inondations[2] les constructions faites en son lit majeur ;
- le Riou de l'Argentière, se jetant dans le golfe de La Napoule, non loin du port de La Napoule. L'urbanisation déraisonnée de ces dernières décennies au sein de son lit majeur aura été responsable de nombreux dégâts matériels et d'un bilan humain lourd[réf. nécessaire] lors des dernières inondations des 3 octobre 2015, 23 novembre 2019 et 1er décembre 2019.

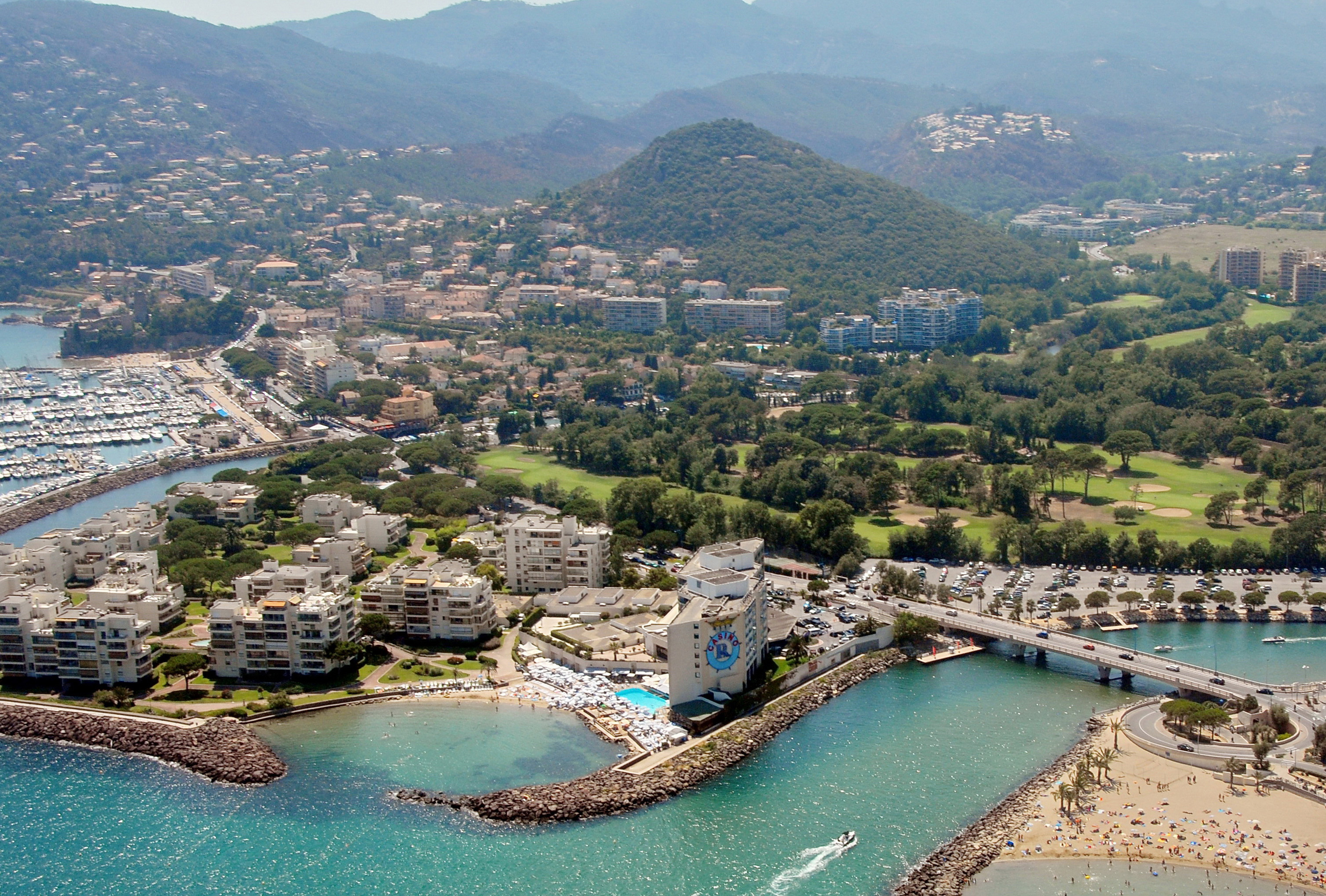
Vue aérienne de l'embouchure de la Siagne et du cône volcanique du San Peyre avec les massifs de l'Esterel et du Tanneron en arrière-plan.
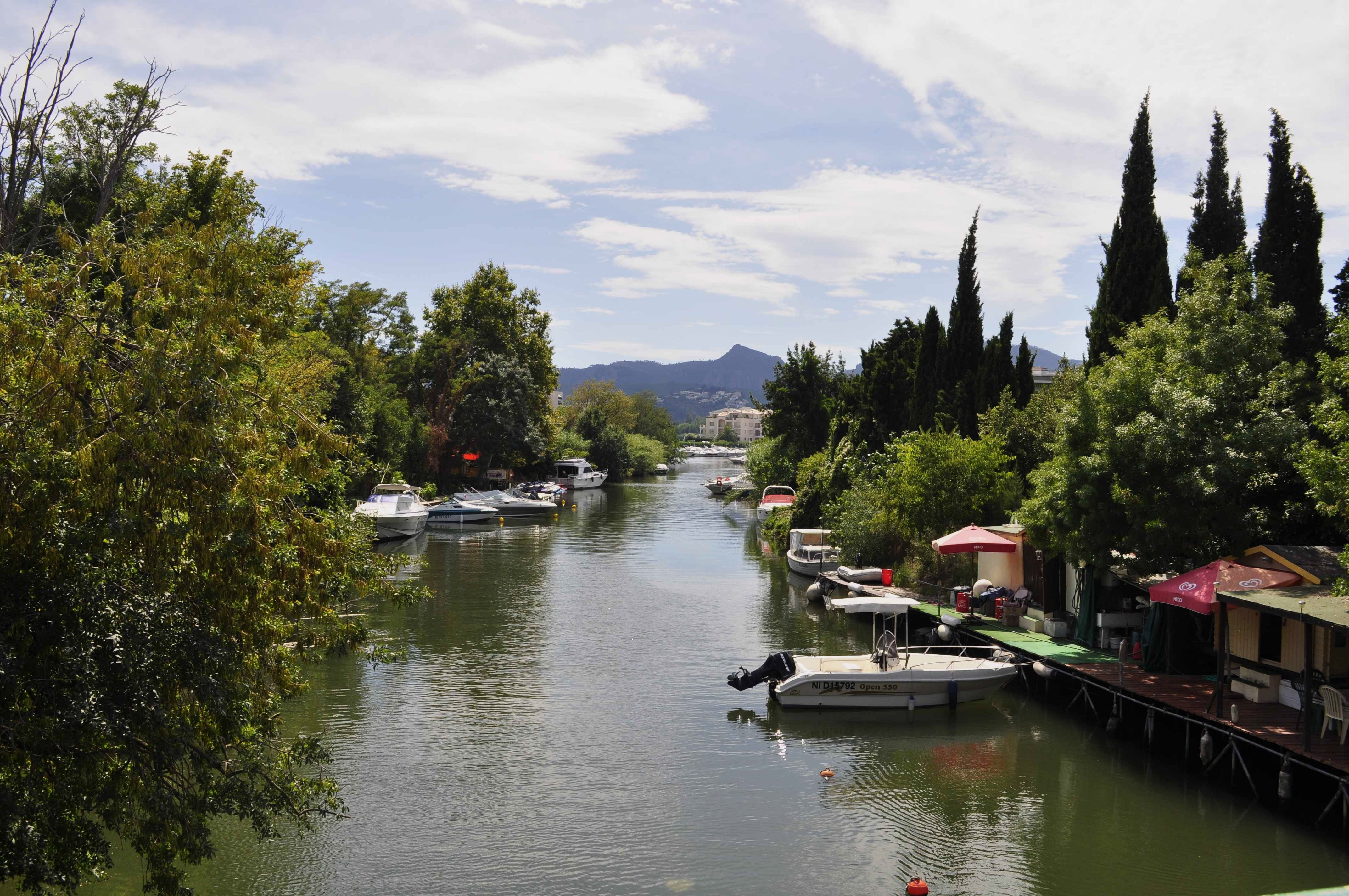
La Siagne à Mandelieu-la-Napoule.

### Climat
Pour des articles plus généraux, voir Climat de Provence-Alpes-Côte d'Azur et Climat des Alpes-Maritimes.
En 2010, le climat de la commune est de type climat méditerranéen franc, selon une étude du Centre national de la recherche scientifique s'appuyant sur une série de données couvrant la période 1971-2000. En 2020, Météo-France publie une typologie des climats de la France métropolitaine dans laquelle la commune est exposée à un climat méditerranéen et est dans la région climatique Var, Alpes-Maritimes, caractérisée par une pluviométrie abondante en automne et en hiver (250 à 300 mm en automne), un très bon ensoleillement en été (fraction d’insolation> 75 %), un hiver doux (8 °C) et peu de brouillards.
Pour la période 1971-2000, la température annuelle moyenne est de 16 °C, avec une amplitude thermique annuelle de 14,8 °C. Le cumul annuel moyen de précipitations est de 886 mm, avec 6,3 jours de précipitations en janvier et 1,6 jours en juillet. Pour la période 1991-2020, la température moyenne annuelle observée sur la station météorologique installée sur la commune est de 15,7 °C et le cumul annuel moyen de précipitations est de 925,6 mm. 
La température maximale relevée sur cette station est de 39,4 °C, atteinte le 19 juillet 2023 ; la température minimale est de −4,3 °C, atteinte le 11 février 2012,,.
| Mois                                  | jan.          | fév.            | mars          | avril          | mai            | juin          | jui.          | août            | sep.          | oct.          | nov.            | déc.            | année     |
| ------------------------------------- | ------------- | --------------- | ------------- | -------------- | -------------- | ------------- | ------------- | --------------- | ------------- | ------------- | --------------- | --------------- | --------- |
| Température minimale moyenne (°C)     | 4,7           | 4,5             | 6,6           | 8,9            | 12,5           | 16            | 18,4          | 18,8            | 15,6          | 12,6          | 8,5             | 5,5             | 11        |
| Température moyenne (°C)              | 8,8           | 9               | 11,2          | 13,5           | 17,3           | 21            | 23,8          | 24,2            | 20,6          | 16,8          | 12,5            | 9,6             | 15,7      |
| Température maximale moyenne (°C)     | 12,9          | 13,5            | 15,9          | 18,1           | 22             | 26,1          | 29,2          | 29,6            | 25,6          | 21            | 16,5            | 13,6            | 20,3      |
| Record de froid (°C) date du record   | −3,9 26.01.05 | −4,3 11.02.12   | −3,3 01.03.05 | 1,6 19.04.1991 | 4,5 06.05.1991 | 7,9 01.06.06  | 11,8 13.07.00 | 12,6 29.08.1995 | 7,3 28.09.07  | 2,4 29.10.12  | −2,9 22.11.1998 | −3,6 20.12.09   | −4,3 2012 |
| Record de chaleur (°C) date du record | 21,8 19.01.07 | 24,2 15.02.1990 | 28 31.03.15   | 27,1 21.04.18  | 32,1 27.05.22  | 36,7 27.06.19 | 39,4 19.07.23 | 39,2 06.08.17   | 34,3 03.09.09 | 31,3 03.10.23 | 26,6 14.11.23   | 22,4 05.12.1988 | 39,4 2023 |
| Précipitations (mm)                   | 90,2          | 61,4            | 60,9          | 82,4           | 56,7           | 33,4          | 15,5          | 23,9            | 92,1          | 146,4         | 155,5           | 107,2           | 925,6     |

| Diagramme climatique                                  |             |             |             |            |            |              |              |              |             |              |              |
| J                                                     | F           | M           | A           | M          | J          | J            | A            | S            | O           | N            | D            |
| 12,94,790,2                                           | 13,54,561,4 | 15,96,660,9 | 18,18,982,4 | 2212,556,7 | 26,11633,4 | 29,218,415,5 | 29,618,823,9 | 25,615,692,1 | 2112,6146,4 | 16,58,5155,5 | 13,65,5107,2 |
| Moyennes : • Temp. maxi et mini °C • Précipitation mm |             |             |             |            |            |              |              |              |             |              |              |

Les paramètres climatiques de la commune ont été estimés pour le milieu du siècle (2041-2070) selon différents scénarios d'émission de gaz à effet de serre à partir des nouvelles projections climatiques de référence DRIAS-2020. Ils sont consultables sur un site dédié publié par Météo-France en novembre 2022.

### Milieux naturels et biodiversité

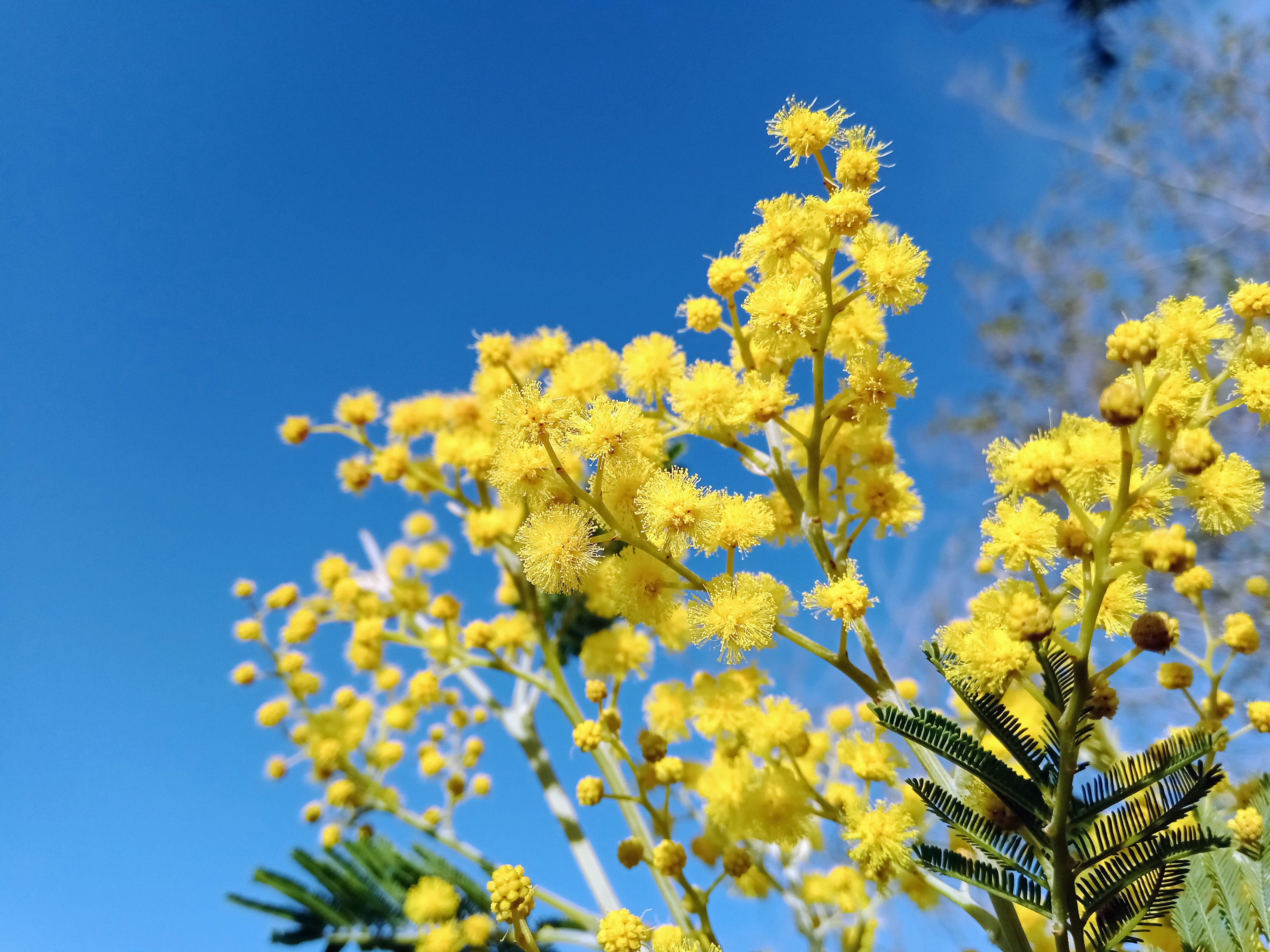
Mimosa en fleur dans le massif du Tanneron.

Il est possible d'accéder au parc maritime départemental Estérel-Théoule depuis la commune en remontant le vallon de la Rague.
Ci-dessous la liste des espaces verts de la commune, dont certains sont au moins partiellement artificialisés.
- Le Mont Turney - 50 000 m2
- Mont San Peyre - 180 000 m2
- Massif de l’Estérel - 320 km2
- Forêt du Grand Duc - 90 000 m2
- Parc Robinson - 11 800 m2
- Le Parc des Oliviers - 11 000 m2
- Berges de Siagne - 72 000 m2
- Parc Camille - 14 000 m2
- Parc de la Vernède - 26 600 m2
- Parc Emmanuelle de Marande - 13 000 m2
- Massif du Tanneron - 2 000 000 m2

## Urbanisme

### Typologie
Au 1er janvier 2024, Mandelieu-la-Napoule est catégorisée grand centre urbain, selon la nouvelle grille communale de densité à 7 niveaux définie par l'Insee en 2022.
Elle appartient à l'unité urbaine de Nice, une agglomération intra-départementale dont elle est une commune de la banlieue,. Par ailleurs la commune fait partie de l'aire d'attraction de Cannes - Antibes, dont elle est une commune du pôle principal,. Cette aire, qui regroupe 24 communes, est catégorisée dans les aires de 200 000 à moins de 700 000 habitants,.
La commune, bordée par la mer Méditerranée, est également une commune littorale au sens de la loi du 3 janvier 1986, dite loi littoral. Des dispositions spécifiques d’urbanisme s’y appliquent dès lors afin de préserver les espaces naturels, les sites, les paysages et l’équilibre écologique du littoral, tel le principe d'inconstructibilité, en dehors des espaces urbanisés, sur la bande littorale des 100 mètres, ou plus si le plan local d'urbanisme le prévoit.

### Occupation des sols

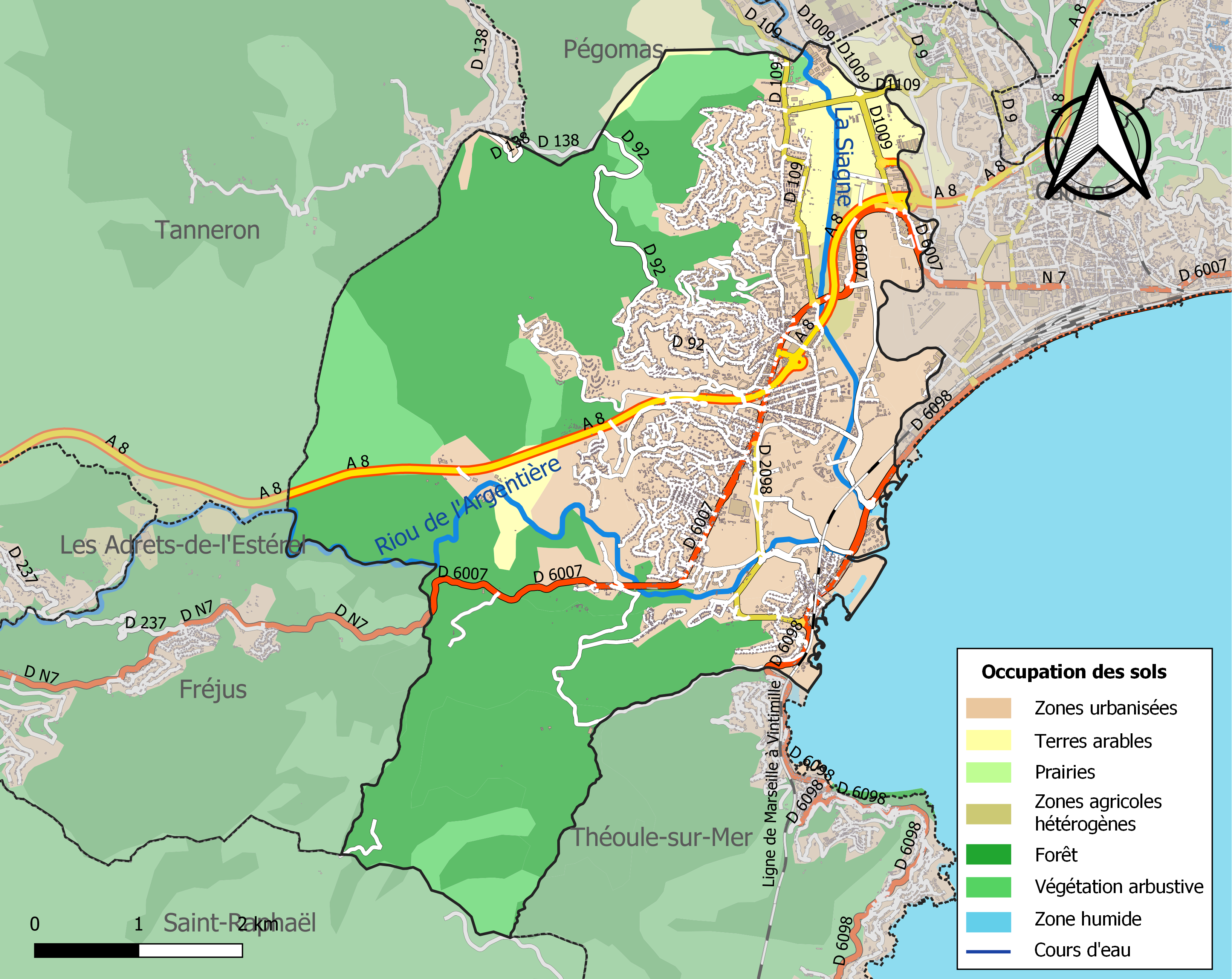
Carte de l'occupation des sols de la commune en 2018 (CLC).

L'occupation des sols de la commune, telle qu'elle ressort de la base de données européenne d’occupation biophysique des sols Corine Land Cover (CLC), est marquée par l'importance des forêts et milieux semi-naturels (55,1 % en 2018), en diminution par rapport à 1990 (61,8 %). La répartition détaillée en 2018 est la suivante :
forêts (45 %), zones urbanisées (28,1 %), milieux à végétation arbustive et/ou herbacée (10,1 %), zones industrielles ou commerciales et réseaux de communication (5,3 %), espaces verts artificialisés, non agricoles (5,1 %), terres arables (3,7 %), cultures permanentes (1,5 %), zones agricoles hétérogènes (1,1 %), eaux maritimes (0,1 %).
L'évolution de l’occupation des sols de la commune et de ses infrastructures peut être observée sur les différentes représentations cartographiques du territoire : la carte de Cassini (XVIIIe siècle), la carte d'état-major (1820-1866) et les cartes ou photos aériennes de l'IGN pour la période actuelle (1950 à aujourd'hui).

### Morphologie urbaine

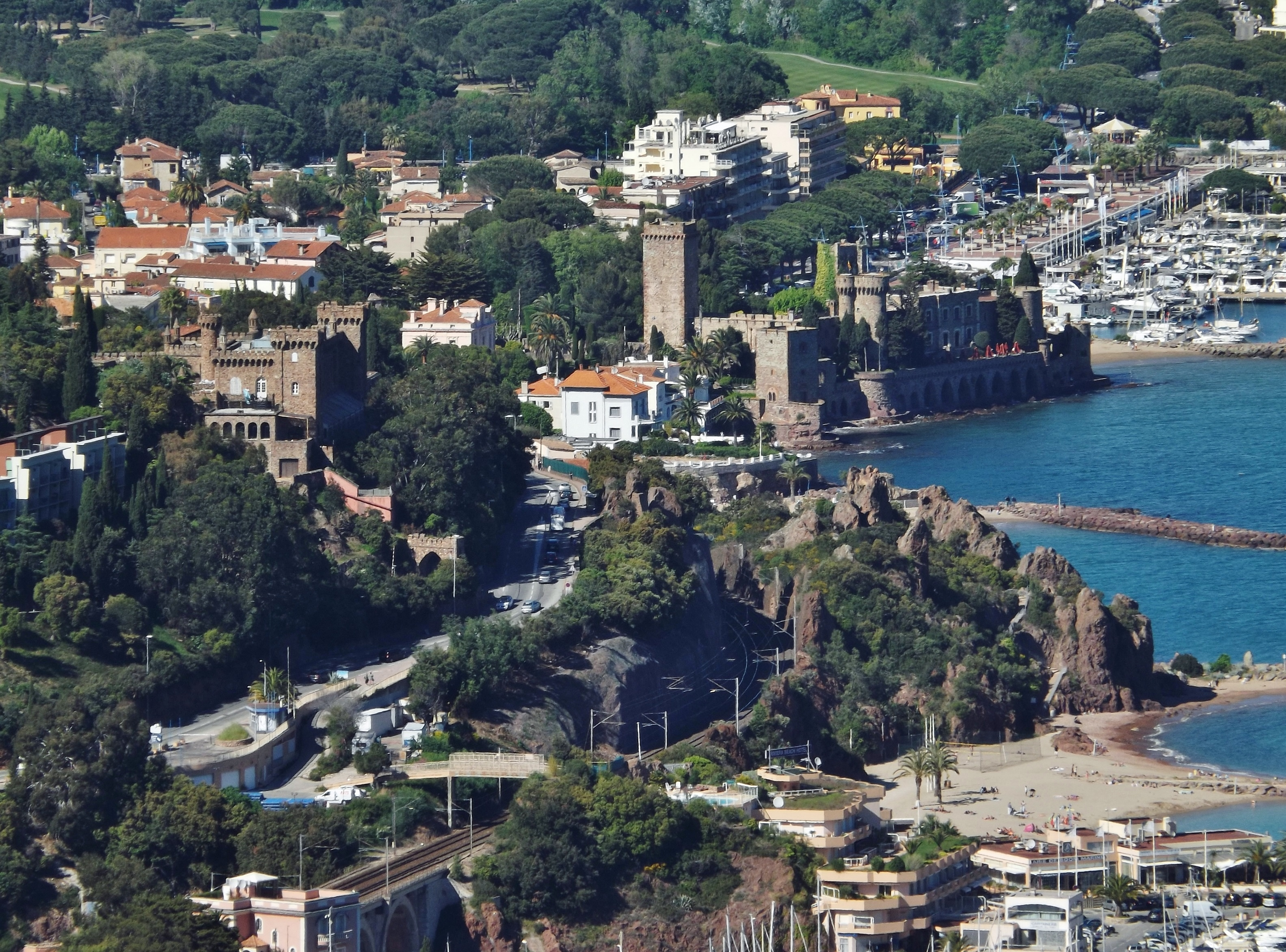
Quartier de la Napoule, en bord de mer.

### Habitat et logement
En 2018, le nombre total de logements dans la commune était de 21 708, alors qu'il était de 20 860 en 2013 et de 19 233 en 2008.
Parmi ces logements, 51,7 % étaient des résidences principales, 42,9 % des résidences secondaires et 5,3 % des logements vacants. Ces logements étaient pour 16,3 % d'entre eux des maisons individuelles et pour 83,3 % des appartements.
Le tableau ci-dessous présente la typologie des logements à Mandelieu-la-Napoule en 2018 en comparaison avec celle des Alpes-Maritimes et de la France entière. Une caractéristique marquante du parc de logements est ainsi une proportion de résidences secondaires et logements occasionnels (42,9 %), très supérieure à celle du département (25,3 %) et à celle de la France entière (9,7 %). Concernant le statut d'occupation de ces logements, 58,6 % des habitants de la commune sont propriétaires de leur logement (53,8 % en 2013), contre 55,3 % pour les Alpes-Maritimes et 57,5 % pour la France entière.
| Typologie                                               | Mandelieu-la-Napoule | Alpes-Maritimes | France entière |
| ------------------------------------------------------- | -------------------- | --------------- | -------------- |
| Résidences principales (en %)                           | 51,7                 | 66,4            | 82,1           |
| Résidences secondaires et logements occasionnels (en %) | 42,9                 | 25,3            | 9,7            |
| Logements vacants (en %)                                | 5,3                  | 8,4             | 8,2            |

La commune est loin de respecter ses obligations en matière de logement social qui sont prescrites par l'article 55 de la loi SRU de 2000, et qui prévoient que les villes de plus de 3 500 habitants (1500 en Île-de-France) de disposer d’au moins 20% ou 25% de HLM parmi ses résidences principales.
Néanmoins, au 1er janvier 2022, la ville ne compte que 1 352 logements sociaux, soit 9,4% des résidences principales, soit environ un tiers de ses obligations. De ce fait, la commune est astreinte au paiement d'une pénalité de près de 830 000 €, soit légèrement moins de 2 % des recettes de fonctionnement de la Ville. Lors du bilan triennal 2017-2019, la ville avait déjà été l’une des villes les plus lourdement sanctionnées, avec une pénalité de plus d’un million d’euros,.
Le maire se défend en rappelant que la commune, fréquemment touchée par les intempéries, est à 80% inconstructible car « frappée par des risques majeurs ». Néanmoins, elle a su accueillir 2 475 logements supplémentaires entre 2008 et 2018.

### Projets d'aménagements
Un nouveau centre-ville est en projet, à la suite d'une consultation organisée courant 2007. Il prévoit 8 000 m2 de logements (100 logements dont 40 en accession et 60 en locatif) et 2 000 m2 de commerces et services en rez-de-chaussée dont 300 m2 réservés à la relocalisation du bureau de poste.

### Voies de communication et transports

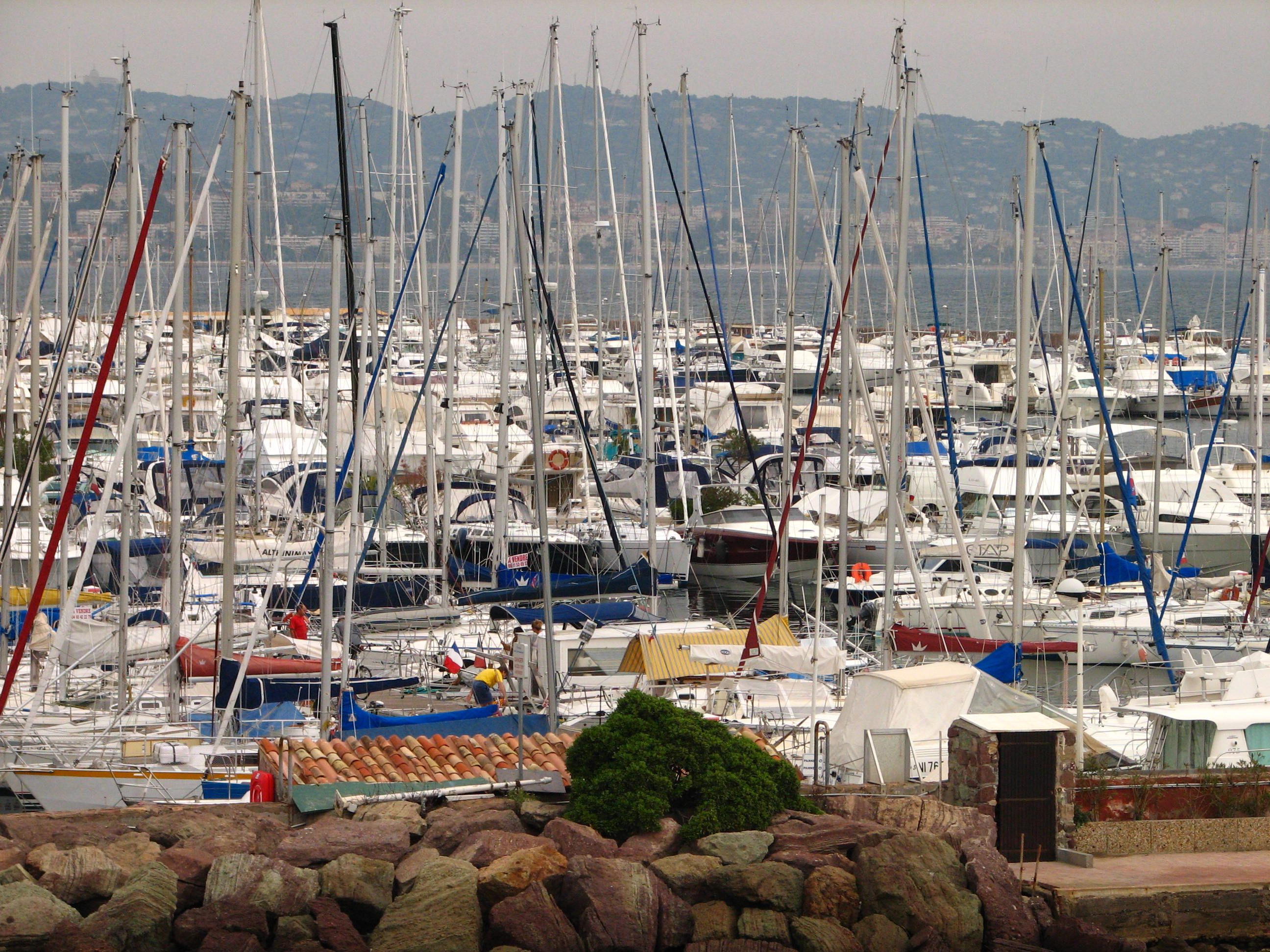
Bateaux de plaisance à Mandelieu-la-Napoule.

La commune est desservie par l'autoroute A8 et se trouve à 35 minutes de l'aéroport de Nice-Côte d'Azur. L'aéroport de Cannes - Mandelieu se trouve à cheval sur les deux communes. De plus, la RN 7 (ancienne nationale 7) traverse la commune, la reliant à Cannes et Saint-Raphaël.
La  gare de Mandelieu-la-Napoule est desservie par les TER Provence-Alpes-Côte d'Azur de la ligne Les Arcs - Draguignan à Nice-Ville et la gare TGV la plus proche est celle de Cannes (20 minutes).
Le réseau Palm Bus dessert la cité :
- Palm Express A, effectuant un trajet entre le Centre Commercial Minelle et la Gare de Cannes, avec des passages toutes les douze minutes en semaine ;
- Ligne 17, reliant la Gare Routière à l'Hôpital de Cannes via Ranguin et Le Cannet ;
- Ligne 22, reliant Théoule-sur-Mer (depuis la mairie) et parfois le Trayas à la Gare de Cannes via le bord de mer ;
- Ligne 23, faisant la liaison entre le Parc d'Activité de la Siagne et de nombreux lieux importants de la ville ;
- Ligne 620, ligne assurant le transport entre Théoule-sur-Mer (depuis la mairie) et parfois au Trayas à la Gare Routière via le Collège Albert Camus ;
- Palm Night N20 de 20 h 30 à 2 h 20 du matin, permettant le voyage de nuit entre le centre-ville de Mandelieu et la Gare de Cannes via le Boulevard du Midi.

Des lignes de ramassage scolaire permettent aux collégiens de se rendre au Collège Albert Camus (R1 et R2) et au Collège Les Mimosas (R1), tandis que les lycéens se rendant sur Cannes (Lycées Bristol, Carnot, Jules Ferry, etc.) peuvent emprunter la R4. Il existe aussi Palm à la Demande.
Une ligne du réseau Sillages, la 18, relie Mandelieu-la-Napoule depuis l'arrêt La Canardière à Pégomas.
Des lignes du réseau départemental du Var, Varlib, desservent aussi Mandelieu.
Deux ports de plaisance sur le Golfe de La Napoule, le port de la Rague de 520 places et le port de Mandelieu-la-Napoule de 977 places ainsi qu'une marina de 1 720 places sur la Siagne, Cannes Marina, accueillent les bateaux de plaisance.

## Toponymie
L'étymologie de La Napoule remonte au grec néa « nouvelle » et polis « ville », soit « ville nouvelle ». Elle partage cette étymologie avec d'autres villes de la Méditerranée colonisées par les populations antiques grecques comme Naplouse en Palestine, Nabeul en Tunisie ou encore Naples en Italie.
Par décret du 25 novembre 1970, Mandelieu prend le nom de Mandelieu-la-Napoule. En provençal, le nom de la commune est Mandaliéu-la-Napoulo.

## Histoire

### Antiquité
Le territoire de Mandelieu a livré des traces d'occupation anciennes, notamment d'époque romaine.

#### Ad Horrea-Saint-Cassien
Un des sites antiques les plus importants de cette partie de la région est celui de la  butte de Saint-Cassien à Cannes, à la limite de Mandelieu. De nombreuses découvertes se sont succédé depuis le XIXe siècle sur la butte, dans le secteur de l'aérodrome et des terrains de sport (qui se trouvent sur le territoire de la commune de Mandelieu). Sous les terrains de sport, à l'ouest de l'aérodrome, les traces d'une agglomération antique ont été mises au jour. L'élément architectural le plus remarquable est un vaste entrepôt de 1 000 m2 qui semble avoir été édifié dans le courant du Ier siècle ap. J.-C. Le site semble occupé jusqu'au VIe siècle et a livré quantité d'objets qui montrent la vitalité du site jusqu'à cette époque au plus tôt. Au pied de la butte, a été découverte une importante nécropole d'époque romaine, avec des sépultures datant du Ier au IVe siècle ap. J.-C.
On peut rapprocher ces découvertes de la petite agglomération de Ad Horrea (en latin : les entrepôts) à mi-chemin entre Forum Iulii (Fréjus) et Antipolis (Antibes) sur la Table de Peutinger. La présence d'une petite ville bien reliée au réseau de communications antiques par l'intermédiaire de la Via Julia Augusta passant par Saint-Cassien explique la présence d'une communauté de moines venant des quatre coins de l'empire sur les îles de Lérins.

#### Notre-Dame d'Avinionet
Sur une colline surplombant la plaine de la Siagne a été mise au jour une exploitation rurale occupée entre le milieu du Ier siècle et le Ve siècle et quelques sépultures du XIe siècle près de l'ancienne chapelle Notre-Dame aujourd'hui détruite. Le site a aussi été un centre de production de céramique, qui a notamment produit des amphores durant le Ier siècle puis de la vaisselle commune durant l'Antiquité tardive. Une des particularités du site réside dans la transformation d'une des salles en mithraeum au IVe siècle.

#### Le San Peyre

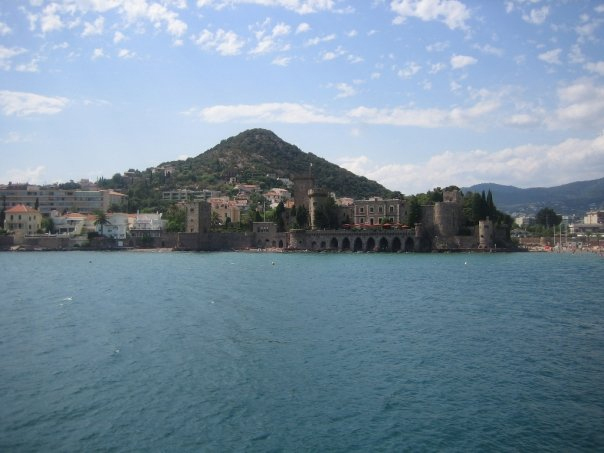
Colline du San Peyre.

Près des vestiges du château d'Avignonnet construit en 1182 par le seigneur de Villeneuve et de la chapelle consacrée à saint Pierre (San Peyre), ont été découverts quelques traces d'une occupation de l'extrême fin de l'âge du fer et d'une exploitation rurale d'époque romaine en partie dédiée à la viticulture ou oléiculture comme le montre la présence de contrepoids de pressoirs. Il faut encore noter la découverte au XVIIIe siècle d'une plaque de bronze antique portant une dédicace au dieu Mars Oludios aux alentours de la colline du San Peyre. Cette inscription est d'époque romaine, mais renvoie à une divinité indigène aux consonances celtes rhabillée à la mode romaine.

### Époque contemporaine

#### LeXXesiècle

##### L'Entre-deux-guerres
Laurent Gandolphe, maire de Mandelieu de 1908 à 1939, développe la culture du mimosa qui devient l'une des principales activités de la commune. Il participe à l'expansion de l'industrie du liège en promouvant le bouchon de liège et à l'essor du tourisme en obtenant en 1910 la prolongation de la ligne de tramway de Cannes jusqu'au champ de courses. Théoule-sur-Mer devient sous son mandat une commune autonome.

##### L'après Seconde Guerre mondiale
Mandelieu a été le point d'origine de la première section d'autoroute concédée, donc payante, en France (tronçon Mandelieu-Fréjus, mis en service en 1960 par Escota)[réf. nécessaire]. La société Escota (filiale de VINCI Autoroutes) conserve une partie de son siège social dans la commune.
En 1970, la commune de Mandelieu prend le nom de Mandelieu-la-Napoule.

## Politique et administration

### Rattachements administratifs et électoraux

#### Rattachements administratifs
La commune se trouve depuis 1860 dans l'arrondissement de Grasse du département des Alpes-Maritimes.
Elle faisait partie de 1793 à 1973 du canton de Grasse, année où celui-ci est scindé et la commune intègre le canton de Grasse-Ouest. En 1985, la commune devient le chef-lieu du canton de Mandelieu-Cannes-Ouest. Dans le cadre du redécoupage cantonal de 2014 en France, cette circonscription administrative territoriale a disparu, et le canton n'est plus qu'une circonscription électorale.

#### Rattachements électoraux
Pour les élections départementales, la commune est  depuis 2014 le bureau centralisateur du canton de Mandelieu-la-Napoule
Pour l'élection des députés, elle fait partie de la huitième circonscription des Alpes-Maritimes.

### Intercommunalité
Mandelieu-la-Napoule, jusqu'alors restée isolée, intègre à sa création la communauté d'agglomération des Pays de Lérins, un établissement public de coopération intercommunale (EPCI) à fiscalité propre créé en 2014 désormais dénommé communauté d'agglomération Cannes Pays de Lérins, et auquel la commune a transféré un certain nombre de ses compétences, dans les conditions déterminées par le code général des collectivités territoriales.

### Tendances politiques et résultats
Lors du premier tour des élections municipales de 2014 dans les Alpes-Maritimes, la liste UMP menée par le maire sortant Henri Leroy  obtient lma majorité absolue des suffrages exprimés, avec 6 689 voix (56,67 %, 29 conseillers municipaux élus dont 8 communautaires), devançant très largement celles menées respectivement par : 
- Jean-Valéry Desens (DVD, 2 940 voix, 24,90 %, 4 conseillers municipaux élus dont 1 communautaire) ;
- Cédric Aimasso (FN, 1 401 voix, 11,86 %, 2 conseillers municipaux élus)

Lors de ce scrutin, les listes menées par Chantal Maimon (PRG-PS-EELV, 423 voix, 3,58 % %) et Hervé Lavisse (FG, 350 voix, 2,96 %) n'ont pas eu d'élus. 31,32 M des électeurs se sont abstenus.
Lors du premier tour des élections municipales de 2020 dans les Alpes-Maritimes, la liste LR menée par le maire sortant Sébastien Leroy — qui avait succédé en 2017 à son oncle Henri Leroy devenu sénateur, démissionnaire en raison de la législation limitant le cumul des mandats en France — obtient la majorité absolue des suffrages exprimés, avec 7 488 voix (81,54 %, 32 conseillers municipaux élus dont 9 communautaires), devançant très largement celle DVD menée par Jean-Valéry Desens, qui a recueilli 1 695 voix (18,45 %, 3 conseillers municipaux élus).
Lors de ce scrutin marqué par la pandémie de Covid-19 en France, 50,12 % des électeurs se sont abstenus.

#### Récapitulatif de résultats électoraux récents
| Scrutin             | 1er tour | 1er tour | 1er tour | 1er tour | 1er tour | 1er tour | 1er tour | 1er tour | 1er tour | 1er tour | 1er tour | 1er tour | 2d tour     | 2d tour     | 2d tour     | 2d tour     | 2d tour     | 2d tour     | 2d tour     | 2d tour     | 2d tour     |
| Scrutin             | 1er      | 1er      | %        | 2e       | 2e       | %        | 3e       | 3e       | %        | 4e       | 4e       | %        | 1er         | 1er         | %           | 2e          | 2e          | %           | 3e          | 3e          | %           |
| ------------------- | -------- | -------- | -------- | -------- | -------- | -------- | -------- | -------- | -------- | -------- | -------- | -------- | ----------- | ----------- | ----------- | ----------- | ----------- | ----------- | ----------- | ----------- | ----------- |
| Municipales 2014    |          | UMP      | 56,67    |          | DVD      | 24,90    |          | FN       | 11,86    |          | PRG      | 3,58     | Tour unique | Tour unique | Tour unique | Tour unique | Tour unique | Tour unique | Tour unique | Tour unique | Tour unique |
| Européennes 2014    |          | UMP      | 34,66    |          | FN       | 33,07    |          | PS       | 6,71     |          | UDI      | 6,29     | Tour unique | Tour unique | Tour unique | Tour unique | Tour unique | Tour unique | Tour unique | Tour unique | Tour unique |
| Régionales 2015     |          | UMP      | 41,37    |          | FN       | 40,18    |          | PS       | 8,33     |          | AEI      | 3,36     |             | UMP         | 55,01       |             | FN          | 44,99       | Pas de 3e   | Pas de 3e   | Pas de 3e   |
| Présidentielle 2017 |          | LR       | 34,25    |          | FN       | 29,83    |          | EM       | 16,52    |          | LFI      | 10,44    |             | LREM        | 50,28       |             | FN          | 49,72       | Pas de 3e   | Pas de 3e   | Pas de 3e   |
| Législatives 2017   |          | EM       | 32,86    |          | LR       | 29,98    |          | FN       | 21,88    |          | FI       | 5,25     |             | LR          | 56,87       |             | LREM        | 43,13       | Pas de 3e   | Pas de 3e   | Pas de 3e   |
| Européennes 2019    |          | RN       | 31,50    |          | LREM     | 21,54    |          | LR       | 16,69    |          | EELV     | 8,60     | Tour unique | Tour unique | Tour unique | Tour unique | Tour unique | Tour unique | Tour unique | Tour unique | Tour unique |

### Administration municipale
Le nombre d'habitants au dernier recensement étant compris entre 20 000 et 34 999, le nombre de membres du conseil municipal est de 35.

### Liste des maires
| Période        | Période                    | Identité          | Étiquette          | Qualité |
| -------------- | -------------------------- | ----------------- | ------------------ | --- |
| 1881           | 1908                       | Ludovic Guize     |                    | |
| 1908           | 1939                       | Laurent Gandolphe |                    | |
| 1939           | 1944                       | François Mourer   |                    | |
| 1944           | 1947                       | Léon Rous         |                    | |
| 1947           | 1953                       | Antoine Colin     |                    | |
| 1953           | 1965                       | Émile Carbon      |                    | |
| 1965           | 1971                       | Julien Alary      |                    | Colonel de Gendarmerie |
| 1971           | 1995                       | Louise Moreau,    | CD puis UDF        | Députée des Alpes-Maritimes (8e circ.) (1978 → 2001) Vice-présidente de l'Assemblée nationale (1984 → 1985 et 1997 → 1998) Députée européenne (1979 → 1984) Croix de guerre, officier de la Légion d'honneur à titre militaire, médaille de la Résistance française                                                                           |
| 1995           | 2017                       | Henri Leroy       | RPR-DL puis UMP-LR | Ancien Officier de la Gendarmerie Nationale Conseiller général de Mandelieu-Cannes-Ouest (1999 → 2015), vice-président du conseil général des Alpes-Maritimes Conseiller départemental de Mandelieu-la-Napoule (2015 → 2017) Sénateur des Alpes-Maritimes (2017 → ) Démissionnaire lorsqu'il devient sénateur en remplacement de Louis Nègre. |
| septembre 2017 | En cours (au 23 juin 2023) | Sébastien Leroy   | LR                 | Avocat, neveu de Henri Leroy Vice-Président de la CA Cannes Pays de Lérins (2017 → ) Réélu pour le mandat 2020-2026 |

### Distinctions et labels
En 2010, la commune de Mandelieu-la-Napoule a été récompensée par le label « Ville Internet @@ », bien que certains résidents n'ont pas encore accès à l'internet haut débit.

### Jumelages
Au 3 avril 2013, Mandelieu-la-Napoule est jumelée avec
- Crans-Montana (Suisse) depuis 1987 ;
- Imperia (Italie) (Italie) depuis 2000 ;
- Ottobrunn (Allemagne) depuis 2000.

## Équipements et services publics

### Enseignement
Mandelieu-la-Napoule est située dans l'académie de Nice. La commune administre cinq écoles maternelles et six école élémentaires communales Ainsi qu'un CFA - et une école de commerce - Business School. Le département gère deux collèges.

### Justice, sécurité, secours et défense
Mandelieu-la-Napoule relève du tribunal d'instance de Cannes, du tribunal de grande instance de Grasse, de la cour d'appel d'Aix-en-Provence, du tribunal pour enfants de Grasse, du conseil de prud'hommes de Cannes, du tribunal de commerce de Cannes, du tribunal administratif de Nice et de la cour administrative d'appel de Marseille.

## Population et société

### Démographie

#### Évolution démographique
L'évolution du nombre d'habitants est connue à travers les recensements de la population effectués dans la commune depuis 1793. Pour les communes de plus de 10 000 habitants les recensements ont lieu chaque année à la suite d'une enquête par sondage auprès d'un échantillon d'adresses représentant 8 % de leurs logements, contrairement aux autres communes qui ont un recensement réel tous les cinq ans,.

En 2022, la commune comptait 21 201 habitants, en évolution de −4,36 % par rapport à 2016 (Alpes-Maritimes : +2,85 %, France hors Mayotte : +2,11 %).
| 1793 | 1800 | 1806 | 1821 | 1831 | 1836 | 1841 | 1846 | 1851 |
| ---- | ---- | ---- | ---- | ---- | ---- | ---- | ---- | ---- |
| 9    | 33   | 29   | 89   | 78   | 111  | 256  | 305  | 433  |

| 1856 | 1861 | 1866 | 1872 | 1876 | 1881 | 1886 | 1891 | 1896 |
| ---- | ---- | ---- | ---- | ---- | ---- | ---- | ---- | ---- |
| 334  | 495  | 423  | 455  | 423  | 714  | 835  | 779  | 984  |

| 1901  | 1906  | 1911  | 1921  | 1926  | 1931  | 1936  | 1946  | 1954  |
| ----- | ----- | ----- | ----- | ----- | ----- | ----- | ----- | ----- |
| 1 695 | 1 260 | 1 517 | 1 723 | 2 376 | 2 343 | 2 342 | 2 378 | 2 962 |

| 1962  | 1968  | 1975  | 1982   | 1990   | 1999   | 2006   | 2011   | 2016   |
| ----- | ----- | ----- | ------ | ------ | ------ | ------ | ------ | ------ |
| 3 981 | 6 124 | 9 535 | 14 283 | 16 493 | 17 870 | 20 850 | 22 004 | 22 168 |

| 2021   | 2022   | - | - | - | - | - | - | - |
| ------ | ------ | - | - | - | - | - | - | - |
| 21 561 | 21 201 | - | - | - | - | - | - | - |

#### Pyramide des âges
En 2021, le taux de personnes d'un âge inférieur à 30 ans s'élève à 25,6 %, soit en dessous de la moyenne départementale (31,0 %). À l'inverse, le taux de personnes d'âge supérieur à 60 ans est de 38,8 % la même année, alors qu'il est de 31,0 % au niveau départemental.
En 2021, la commune comptait 9 909 hommes pour 11 652 femmes, soit un taux de 54,04 % de femmes, légèrement supérieur au taux départemental (52,74 %).
Les pyramides des âges de la commune et du département s'établissent comme suit :
| Hommes | Classe d’âge | Femmes |
| ------ | ------------ | ------ |
| 1,2    | 90 ou +      | 2,3    |
| 13,8   | 75-89 ans    | 16,6   |
| 20,6   | 60-74 ans    | 22,6   |
| 20,2   | 45-59 ans    | 18,4   |
| 16,3   | 30-44 ans    | 16,4   |
| 13,2   | 15-29 ans    | 11,4   |
| 14,8   | 0-14 ans     | 12,3   |

| Hommes | Classe d’âge | Femmes |
| ------ | ------------ | ------ |
| 1,1    | 90 ou +      | 2,6    |
| 9,5    | 75-89 ans    | 12,2   |
| 17,6   | 60-74 ans    | 18,7   |
| 20,3   | 45-59 ans    | 19,9   |
| 18,1   | 30-44 ans    | 17,5   |
| 16,5   | 15-29 ans    | 14,6   |
| 16,8   | 0-14 ans     | 14,4   |

### Manifestations culturelles et festivités
La fête du mimosa, d'une durée de dix jours, anime les rues de Mandelieu au mois de février depuis 1931. Comme de nombreuses autres villes, Mandelieu-la-Napoule se veut capitale du mimosa. Depuis son importation au XIXe siècle, le mimosa n'a cessé de se répandre et d'envahir les sites naturels voisins, ce sont quatre tonnes de cette fleur qui sont utilisées chaque année pour garnir les chars qui défilent en ville lors de la fête du mimosa. Se déroulent également à Mandelieu-la-Napoule le salon du bateau d'occasion et celui des saveurs et terroirs en novembre.

### Sports et loisirs
De nombreuses associations sportives sont installées dans la commune :
- Le RC Mandelieu a joué dans l'élite lors de la saison 1994-1995
- Golf Club Old Course de Cannes - Mandelieu
- Riviera Golf de Barbossi, créé en 1991 (18 trous).
- HB3M (Handball Mougins Mouans-Sartoux Mandelieu) évolue en national 2 pour la saison 2009/2010
- Mandelieu Basket Club évolue en national 2 pour la saison 2009/2010
- Tennis Club de Barbossi
- Rowing Club Cannes-Mandelieu
- Le Mandelieu Futsal Club évolue au plus haut niveau régional.

Mandelieu-la-Napoule est la ville d'arrivée de la 1re étape du Tour du Haut-Var 2019.

### Cultes
- Église paroissiale Saint-Pons, 1763, rue du Cimetière au Capitou.
- Église Notre-Dame-de-l'Assomption, rue de la Plage XIVe siècle à La Napoule.
- Chapelle Notre-Dame-des-Mimosas, rue Jean-Monnet 1927
- Église Notre-Dame-du-Liban, avenue de Fréjus.
- Chapelle Saint-Jean, avenue de Fréjus [détruite et remplacée par l'église Notre-Dame-du-Liban] (Minelle).
- Chapelle Saint-Jean au cimetière, route forestière des Trois-Termes.
- Chapelle de Maure-Vieil, chemin de Maure-Vieil.
- Ruines de la chapelle San-Peyre XIIIe siècle, parc départemental de San-Peyre.

## Économie

### Revenus de la population et fiscalité
En 2010, le revenu fiscal médian par ménage était de 28 655 €, ce qui plaçait Mandelieu-la-Napoule au 16 489e rang parmi les 31 525 communes de plus de 39 ménages en métropole.

### Emploi
En 2009, la population âgée de 15 à 64 ans s'élevait à 12 902 personnes, parmi lesquelles on comptait 75,3 % d'actifs dont 67,6 % ayant un emploi et 7,7 % de chômeurs. On comptait 8 913 emplois dans la zone d'emploi, contre 6 462 en 1999. Le nombre d'actifs ayant un emploi résidant dans la zone d'emploi étant de 8 852, l'indicateur de concentration d'emploi est de 100.7 %, ce qui signifie que la zone d'emploi offre un emploi pour chaque habitant actif.

### Entreprises et commerces
Au 31 décembre 2010, Mandelieu-la-Napoule comptait 2 958 établissements : 23 dans l’agriculture-sylviculture-pêche, 160 dans l'industrie, 336 dans la construction, 2 128 dans le commerce-transports-services divers et 311 étaient relatifs au secteur administratif. En 2011, 363 entreprises ont été créées à Mandelieu-la-Napoule, dont 216 par des autoentrepreneurs. L'activité économique est, en 2013, principalement axée sur le tourisme (villages vacances, hôtels, casino...). La commune est donc bien pourvue en sites et équipements de loisirs : plages de sable, golfs, gymnase, tennis, voile, bassin d'aviron, VTT, sentiers de randonnée, etc. Réputée pour sa fête du mimosa, le Trail des Balcons d'azur et le Triathlon Trigames qui passent dans la ville, Mandelieu-la-Napoule propose donc un large choix d'activités culturelles et sportives dans une cadre naturel privilégié et préservé. Mandelieu-la-Napoule est également partie prenante dans :
- l'aéroport de Cannes - Mandelieu (géré par la CCI 06), plateforme accueillant les avions et jets privés, des hélicoptères et des entreprises de haute technologie dans le secteur de l'aéronautique ;
- le Centre spatial de Cannes - Mandelieu, dont une partie de l'entreprise est sise sur la Commune[47].

## Culture locale et patrimoine

### Lieux et monuments

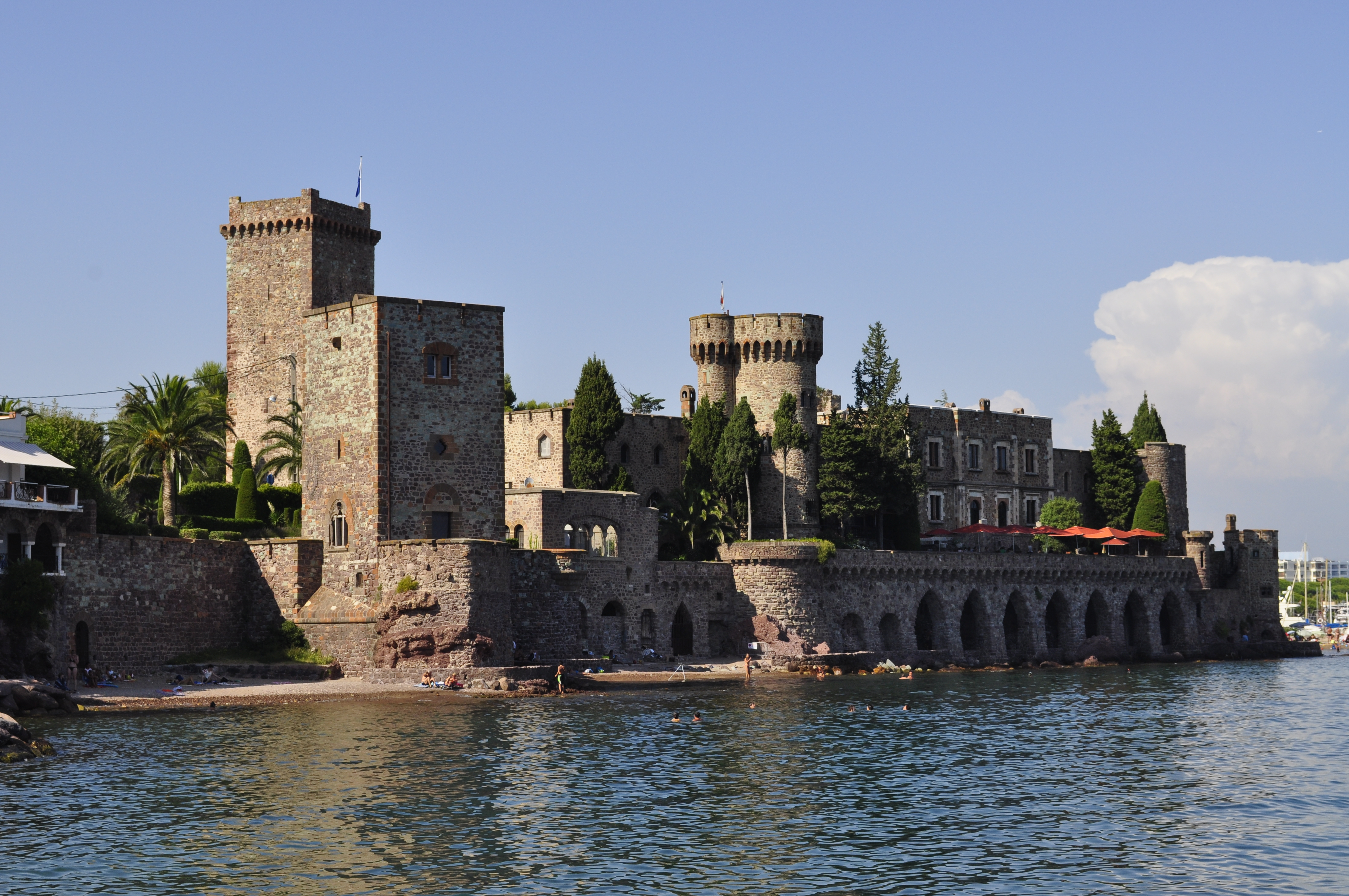
Château de la Napoule.

- Le San Peyre, colline volcanique dominant le golfe de La Napoule.
- Le château de la Napoule, édifié au XIVe siècle, rénové et transformé au XXe siècle par les Américains Henry et Marie Clews a notamment servi de décors au film En attendant Bojangles avec Romain Duris.
Henry et Marie Clews sont enterrés au pied de la plus grande tour du château en face de la mer. Henry Clews peignait et sculptait ; il inventa de drôles de personnages que l'on peut retrouver lors de la visite du château. Aujourd´hui, le château abrite une fondation de promotion des arts. Il est géré par les descendants d'Henry Clews.
- Autrefois propriété de Harry Leland de Lengley, le château d'Agecroft, construit en 1918, haut lieu du tourisme social, puisque, après avoir été acheté en 1947 par les Houillères du Nord-Pas-de-Calais pour y accueillir des mineurs de fond en congés[48],[49], il appartient à la Caisse centrale d'activités sociales (CE d'EDF) et à la RATP.

### Héraldique, devise et logotype
| Blason de Mandelieu-la-Napoule | Blason  | D'or à un sautoir de gueules, coupé de sinople, à un écureuil assis d'argent. Devise'Cu va vòu, li va, cu va vòu pas, li manda (lit. Qui le veut, y va, qui ne le veut pas, l'y envoie. Que celui qui veut y aller y aille, que celui qui ne veut pas y aller y envoie quelqu'un). |
| Blason de Mandelieu-la-Napoule | Détails | Le statut officiel du blason reste à déterminer. |

### Personnalités liées à la commune
- Luiz de Orleans e Bragança (1938–2022), « prince impérial du Brésil », est né le 6 juin 1938 à Mandelieu. Il est l'aîné de la branche de Vassouras, branche cadette de la Maison d'Orléans-Bragance et est, en tant que tel, l'un des deux prétendants au trône du Brésil.
- Eddy Ottoz, né en 1944 à Mandelieu, athlète italien, spécialiste du 110 m haies, qui a été médaillé olympique et deux fois champion d'Europe de la distance.
- Bernard Balastre (1937–2018), perchiste, trois fois champion de France, y est mort.